# Liste der Studentenverbindungen in Prag

Prager Studentenverbindungen um 1895

Diese Liste der Studentenverbindungen in Prag verzeichnet die Korporationen an der Karl-Ferdinands-Universität und der Deutschen Technischen Hochschule Prag. Die Verbindungen spielten eine zentrale Rolle im deutsch-tschechischen Nationalitätenkonflikt, den Karl Hans Strobl literarisch aufgearbeitet hat. Ihr Ende kam mit der Ersten Tschechoslowakischen Republik und dem Protektorat Böhmen und Mähren. Erst im Jahr 2000 kehrte mit der Gründung der Katholischen Studentenverbindung Pragensis Prag das Verbindungswesen deutscher Prägung nach Prag zurück.

## Liste

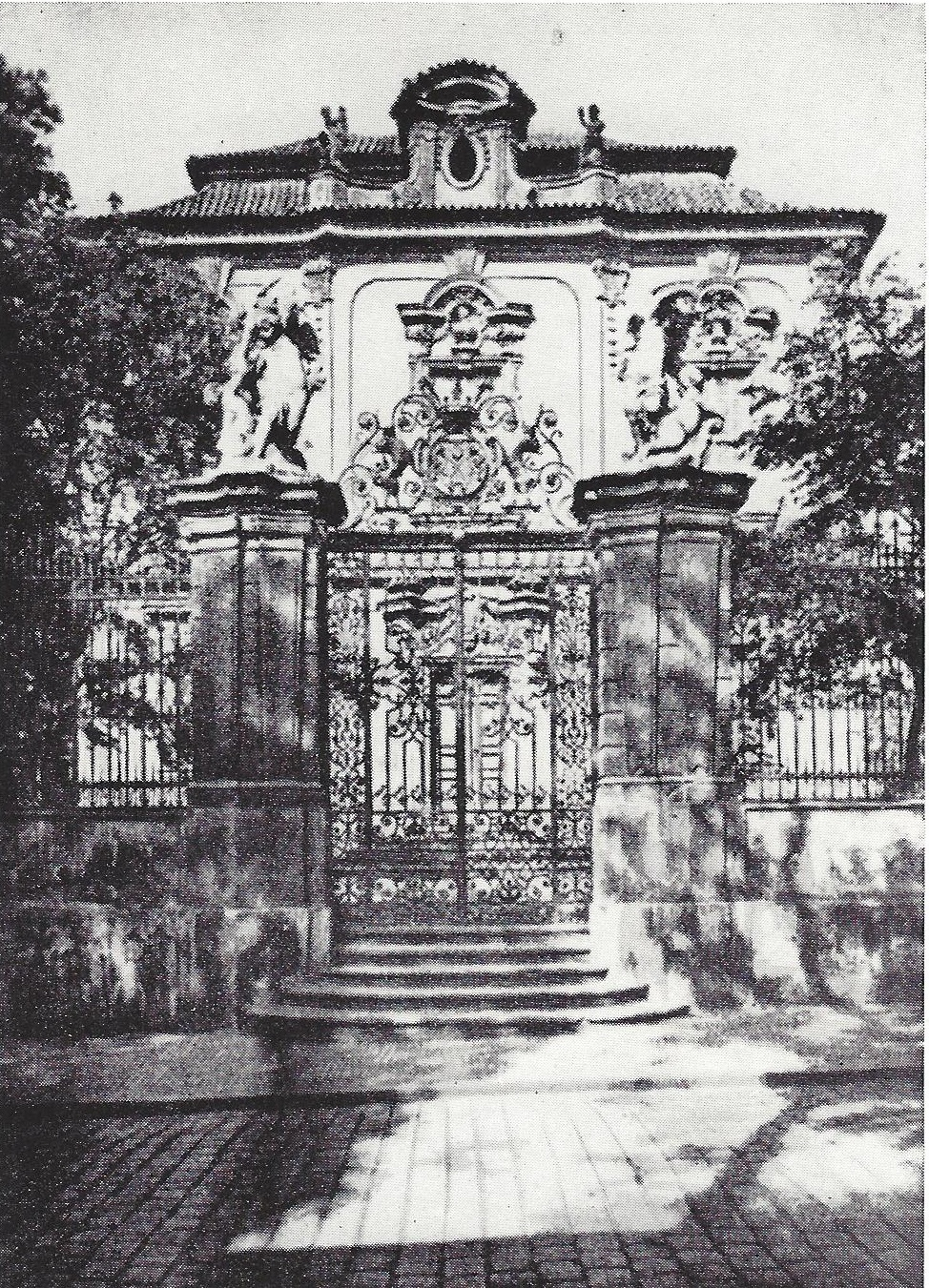
Villa Amerika, „Bude“ der Burschenschaft Albia

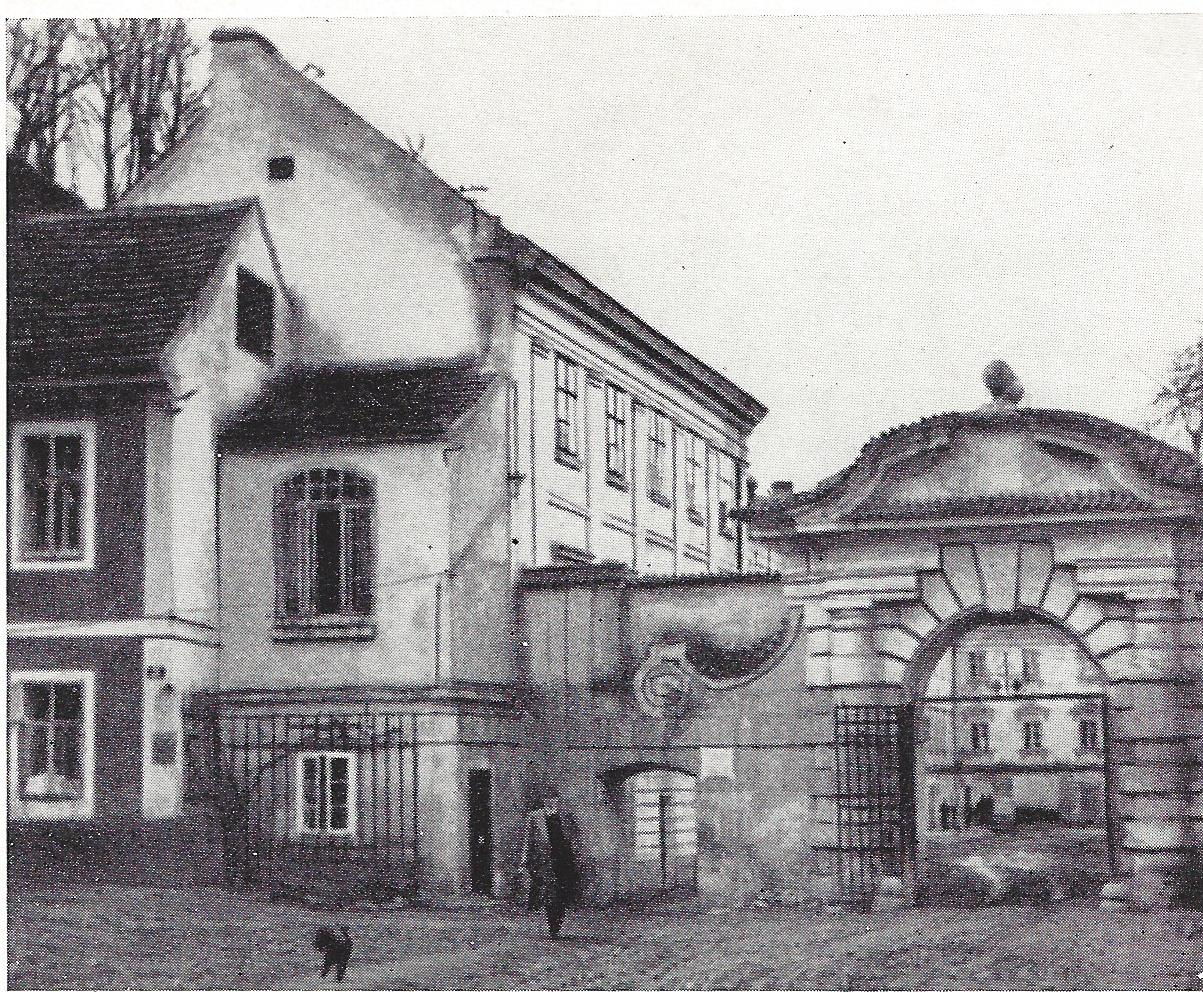
Gasthaus zur Kaisermühle, beliebtes Mensurlokal

### Burschenschaften

#### Deutsche Burschenschaft (DB)
- Burschenschaft Albia (24. Oktober 1860; 1877–1882 Corps) blau-weiß-gold mit blauer Perkussion[1][2][3] → Fusion zu Sudetia München[4]
- Burschenschaft Arminia (23. November 1879) schwarz-weiß-blau mit hellblauer Perkussion[5][6][1] → Bochum[7]
- Burschenschaft Carolina (12. Mai 1860) grün-weiß-rot mit grüner Perkussion Burschenschaft seit 1. Juni 1866[8][1] → München (susp.)
- Burschenschaft Cimbria (4. November 1879) rot-weiß-gold mit dunkelroter Perkussion, gegründet als Verein deutscher Studenten, 1886 Fusion mit Corps Austria[9][1]
- Burschenschaft Constantia (22. Februar 1868; 1877–1882 Corps) violett-weiß-schwarz auf violettem Grund → Fusion zu Sudetia München[4][10]
- Burschenschaft Ghibellinia (10. Oktober 1880) schwarz-rot-gold auf weiß[11][1][A 1] → Saarbrücken[12]
- Burschenschaft Teutonia (1876) schwarz-rot-gold[13][14] → Erlangen/Nürnberg → Regensburg → Würzburg (2009)
- Burschenschaft Thessalia (1864) schwarz-weiß-rot[15][16] → Bayreuth
- Alte Pribramer Burschenschaft Glückauf et Markomannia Freiberg zu Prag (1890–1939) grün-weiß-schwarz
Die Burschenschaft Glückauf Pribram wurde 1890 gegründet; die Burschenschaft Markomannia Freiberg 1922. 1928 rekonstituierte die Burschenschaft als Fusionsbund in Prag. Bereits 1930 wurde die Verbindung vertagt und 1939 aufgelöst.[17] → Aachen-Dresdner Burschenschaft Cheruscia

#### Allgemeiner Deutscher Burschenbund (ADB)
- Burschenschaft Franken (1905) schwarz-rot-silber mit weißer Mütze → Fusion mit Arminia München (heute Münchener Burschenschaft Arminia-Rhenania)
 Gegründet als Deutscher Hochschülerverband „Franken“ in Prag, 1921 umbenannt in Deutsch-akademische Verbindung „Franken“, später zur Burschenschaft umgewandelt, im Sommersemester 1938 inaktiviert und am 26. September 1939 zwangsaufgelöst worden.[18]

#### Burschenbunds-Convent (BC)
- Burschenschaft Alemannia (4. Oktober 1875–1932) blau-gold-schwarz, blaue Mütze
Gegründet als Academischer Unterhaltungsverein „Hilaria“, am 2. Juni 1880 umbenannt und zur Burschenschaft formiert (Reserveverbindung seit 1904: "Burschenschaft der Alemannen", schwarz-gold-blau)[1][19][20][21][A 2]

- Burschenschaft Moldavia (1896–1939) rot-weiß-gold, mit weißer Mütze
Gegründet als Deutsch Academisch technischer Verein „Pilsner Landtag“, ab 1897 Deutsch Academisch technische Verbindung „Pilsner Landtag“, ab 1909 Deutsch Academisch technische Verbindung „Moldavia“ und 1925 Rekonstitution als Burschenschaft Moldavia. Ab Sommer 1933 inaktiv und 1939 aufgelöst.[22][23]
- Burschenschaft Ostmark (1894–1938) rot-gold-dunkelgrün, mit dunkelgrüner Mütze
Gegründet als Academisch-technischer Verein „Altstädter Tafelunde“ mit den Farben schwarz-rot-gold, 1897 umbenannt in Academisch-technischer „Altstädter Collegentag“, 1902 umbenannt in Deutsch-academisch-technische Verbindung „Ostmark“, 1904 rekonstituiert als Prager Burschenschaft „Ostmark“, Sommer 1938 freiwillig aufgelöst.[24]
- Burschenschaft Saxonia, „Rote Sachsen“ (1901–1939) schwarz-gold-rot, mit roter Mütze
Zunächst waren die Farben schwarz-weiß-rot, ab 1904 violett-gold-rot sowie später wohl zeitweise auch schwarz-rot-schwarz. Der Aktivenbetrieb wurde bis Sommer 1938 aufrechterhalten.[25][26][A 3]

#### Weitere
- Academische Burschenschaft „Alt Carolina“ zu Prag (1901–1913) grün-weiß-rot, mit weißer Mütze[27]
- Burschenschaft der Lichtenhainer zu Prag (1901–1935) gold-weiß-blau, mit blauer Mütze ab 1923 inaktiv, 1935 aufgelöst[28]
- Prager Burschenschaft „Alt-Arminia“ (1903–1939) schwarz weiß blau, mit zunächst weißer, dann schwefelgelber, dann blauer Mütze
Gegründet als „Germania“, 1906 Umbenennung in Saxo-Bohemia, 1917 Umbenennung in Alt-Arminia, inaktiv seit 1923 und 1939 aufgelöst.[29] → Prager Burschenschaft Arminia zu Bochum
- Prager Burschenschaft „Borussia“ (Verband absolvierter deutscher Mittelschüler) (1927–1932)[30]
- Prager Burschenschaft „Cimbria“ (II) (1909–1910) rot-gold-rot, mit dunkelroter Tuchmütze mit aufgesticktem goldenen Eichenkranz[31]
- Prager Burschenschaft „Normannia“ (1913–1915) gold-purpurrot-dunkelgrün mit violetter Perkussion, mit violetter Mütze[32]
- Prager Burschenschaft der „Stauffen“ (1902–1930) dunkelgrün-violett-gold auf weißem Grund[33]
- Prager Burschenschaft „Sudetia“ (1909–1939) grün-gold-schwarz, mit roter Mütze aus Samt[34]
- Prager Burschenschaft „Tuiskonia“ (1899–1939) grün-violett-gold, mit schwarzer Mütze ab 1932 inaktiv[35]

### Corps
- Rugia (1859–1867) schwarz-weiß-rot[A 4]
- Albia (1860, Corps 1877–1882) → Burschenschaft Albia
- Teutonia III (1861–1869) blau-gold-schwarz [A 5][36]
- Frankonia (1861, Corps seit 1862, im KSCV seit 1922) blutrot-weiß-gelb[37] → Saarbrücken
- Austria (1861, Corps seit 1873, im KSCV seit 1919) schwarz-weiß-gelb, schwarz-rot-weiß-gelb, schwarz-weiß-orange[38] → Frankfurt am Main (seit 1919, schwarz-weiß-gelb)
- Constantia (22. Februar 1868, Corps 1877–1882) → Burschenschaft Constantia
- Cheruscia (1876–1882, Corps seit 1877) schwarz-gold-grün
- Suevia II (1868–1938, Corps seit 1871, im KSCV seit 1919) grün-weiß-gold[39]
- Gothia II (1887–1898, Corps seit 1894) schwarz-weiß-gold mit weißer Mütze[40][41]
- Moldavia II (1863–1864) schwarz-weiß-grün
- Moldavia III (1875–1878, Corps seit 1876) violett-weiß-gold
- Palaio-Austria (1889–1898) schwarz-gelb-weiß [42][43]

### Landsmannschaften
- Böhmerwald (1901) schwarz-grün-gold[44] → Linz (susp. 2010)
- Egerländer Landtag (1872) zinoberrot-silber-dunkelgrün auf rotem Grund → München (susp. 1998)
Landsmannschaftliche Studentenverbindung der Egerer und Egerländer Studentenschaft in Prag, 1905 umbenannt in Akademisch technische Landsmannschaft der Egerländer im Sommersemester 1936 inaktiviert, 1938 aufgelöst.[45][46][47][48]
- Harmonia (1875) schwarz-rot-gold mit blauer Perkussion, im WS 1885/86 mit L! Hercynia fusioniert[1]
- Hercynia (1871) gold-blau-rot[49][50] → Frankfurt am Main
- Oppavia Wien-Prag (1877) schwarz-rot-gold[51] → Marburg (susp. 1972)

### Sängerschaften
- Prager Universitäts-Sängerschaft Barden (1869) hellblau-weiß-hellblau → nach Vertreibung 1948 zunächst in Würzburg wiedergegründet, seit 1952 auch in München aktiv (Deutsche Sängerschaft); ab 1958 Prager Universitäts-Sängerschaft Barden zu München sowie selbstständige Universitätssängerschaft Barden zu Würzburg
- Sängerschaft Euterpe (1904–1935) dunkelblau-weiß-hellblau auf silbernem Grund, Ersatzverbindung der S! Barden um im Falle eines Verbotes weiter zu bestehen[52]

### Turnerverbindungen
- Akademische Turnverbindung Cherusken (1930–1939), seit Sommer 1938 inaktiv und 1939 aufgelöst worden[53][54] → ATV Wien
- Deutsche Turnerverbindung „Eiche“ (1886–1939) schwarz-rot-gold[55]
- Deutsche Turnerverbindung „Jahn“ (1882–1939) schwarz-rot-gold, seit 1936 inaktiv, 1939 aufgelöst worden[56]
- Deutsche Turnerverbindung „Tafelrunde“ (1883–1939) schwarz-rot-gold[57]
- Turnerverbindung „Germania“ (1882–1897)[58]

### Katholische Verbindungen

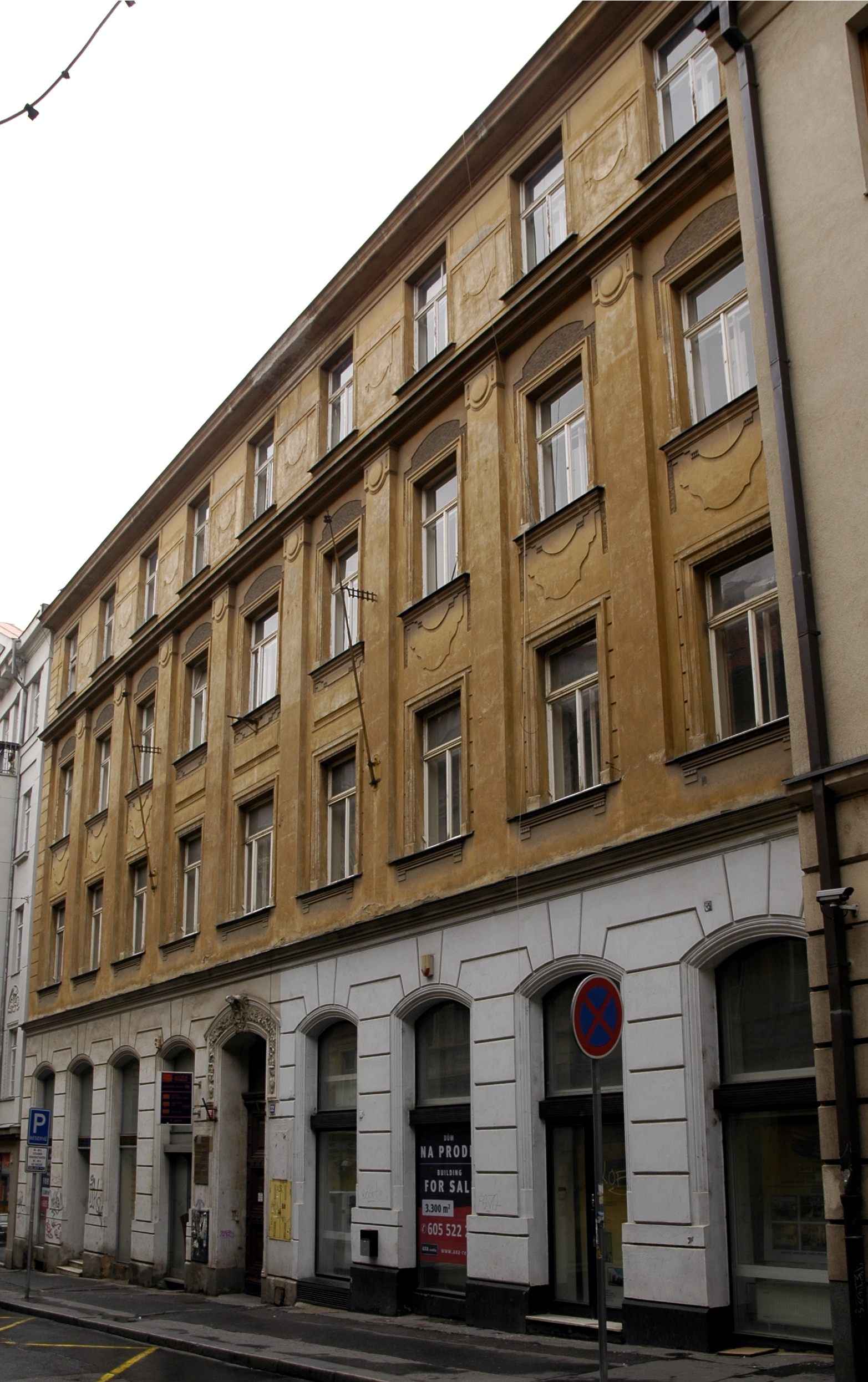
Smetschkagasse 22 (Aufnahme 2010)

- KDStV Ferdinandea (1886) schwarz-weiß-orange[59][60] → Heidelberg (CV)
- KDStV Nordgau (1921) violett-weiß-orange[61] → Koblenz (CV)
- KAV Saxo-Bavaria (1907) weiß-rot-grün-weiß[62][63] → Wien (ÖCV)
- KDStV Vandalia (1905) schwarz-rot-grün[64] → München (CV)
- KDStV Hroswitha (1920–1939) rot-silber-grün katholische Damenverbindung, seit 1928 inaktiv, 1939 aufgelöst worden[65]
- KDB Falkenstein Prag im RKDB (1930–1939) weiß-blau-gold Gegründet als Unitas Falkenstein, 1932 zur KDB rekonstituiert, seit 1937 inaktiv, 1939 aufgelöst worden[66]

Seit 2000 besteht mit der KStV Pragensis Prag wieder eine katholische Studentenverbindung deutscher Prägung in Prag, die ihre Mitglieder an den tschechischen Fortsetzungen von Universität und Technischer Hochschule rekrutiert:
- KStV Pragensis (2000) weiß-rot-gelb (EKV)[67]

### Nationaljüdische (zionistische) Verbindungen
- Achduth – Verein der jüdischen Hochschüler aus Russland in Prag (1913–1914), jüdisch-national[68]
- Bar Kochba – Verein der jüdischen Hochschüler in Prag (1893–1936) blau-weiß-blau, nur als Reversnadel
Gegründet als Studenten Verein Maccaboea, 1896 Rekonstitution als Verein der jüdischen Hochschüler in Prag mit den Farben schwarz-grün-gold, 1900 Umbenennung in Bar Kochba.[69][70][71] Gründete 1905 den Verband zionistischer Studenten Korporationen Österreichs und war nach dessen behördlicher Genehmigung im Sommersemester 1906 die präsidierende Verbindung des Verbands, der sich 1907 bereits wieder auflöste.[72]
- Barissia – Jüdische akademisch-technische Verbindung (1903–1938) violett-weiß-schwarz mit silberner Perkussion und aufgesticktem silbernem Davidstern, violette Mütze[73][74]
- Hasmonea (1929–1939) blau-weiß-rot, rote Mütze mit goldenem Davidstern 
 1929 als Spolek sionistických akademiků „Bar Giora“ (Verband der Zionistischen Akademiker „Bar Giora“) bzw. Jüdisch-nationale Verbindung Bar-Giora-Hasmonea gegründet, seit SS 1932 inaktiv, am 30. Juni 1939 zwangsaufgelöst.[75][76][77]
- Hatikwah – Vereinigung jüdischer Studenten (1921–1934)
Evtl. bereits vor 1919 inoffiziell als Jüdisch-nationale Verbindung Hatikwah Prag gegründet.[75] Seit SS 1923 inaktiv, 1934 aufgelöst worden.[78]
- Hechawer – sdružení židovských studentů v Praze (Verein jüdischer Studenten in Prag) (1926–1937), seit 1933 inaktiv und 1939 aufgelöst worden[79]
- Jabneh – Spolek židovských akademiků (Verein jüdischer Akademiker) (1935–1939), seit 1937 inaktiv und 1939 aufgelöst worden[80]
- Jordania (1910–1914) weinrot-weiß-schwarz mit aufgesticktem goldenen Davidstern und weinroter Mütze aus Samt[81]
Am 16. April 1910 als Jüdisch-nationale akademisch-technische Verbindung Hyrkania mit den Farben violett-gold-rot und roter Mütze gegründet worden, am 16. Juni 1910 mit neuem Namen und Farben rekonstituiert worden, 1914 vertagt und nach 1918 mit Barissia fusioniert. Die Verbindung war Jüdisch-national gesinnt und gab unbedingte Satisfaktion.[75]
- Judea – spolek židovských vysokoškoláků ze Slovenska (Verein jüdischer Studenten aus der Slowakei) (1931–1939)
Seit dem Wintersemester 1936/37 inaktiv, am 30. Juni 1939 zwangsaufgelöst worden.[82]
- Lese- und Redehalle jüdischer Hochschüler (1908–1940) blau-weiß-gold auf Band und Reversnadel 
 Am 17. Juli 1908 als interkorporative, jüdisch-nationale Verbindung Judea gegründet, seit dem SS1939 inaktiv und am 21. Mai 1940 behördlich aufgelöst.[75][83]
- Libanonia (1931–1939) blau-weiß-grün, grüne Mütze mit weißem Davidstern
 Am 26. April 1931 als jüdisch-nationale Verbindung Spolek sionistických akademiků „Hatchijah“ (Verband der Zionistischen Akademiker „Hatchijah“) bzw. Zionistische Akademische Baltische Landsmannschaft „Hatchijah-Libanonia“ gegründet, seit 1933 inaktiv und am 30. Juni 1939 zwangsaufgelöst worden.[75][84]
- Makkabea – Spolek židovských akademiků (Verein jüdischer Akademiker) (1920–1929)[85]
- Nahardea – Verein jüdischer Akademiker (1937–1939), seit Ende 1938 inaktiv und am 30. Juni 1939 zwangsaufgelöst worden[86]
- Sammelverein der jüdischen Hochschüler beider Hochschulen
- Sdružení židovských posluchaček vysokých škol (Verband jüdischer Studentinnen der Universitäten) (1919–1921)[87]
- Spolek židovských akademiků z Podkarpatské Rusi (Verein jüdischer Akademiker aus dem Karpatenvorland) (1929–1939), seit 1938 inaktiv und am 30. Juni 1939 zwangsaufgelöst worden[88]
- Spolek židovských mediků při německé univerzitě v Praze (Verein jüdischer Mediziner an der Deutschen Universität in Prag) (1920–1939)[89]
- Svaz židovských akademiků (Verband jüdischer Hochschüler) (1921–1922)[90]
- „Theodor Herzl“ – spolek židovských akademiků v Praze („Theodor Herzl“ – Verein jüdischer Akademiker in Prag) (1909–1939), 1939 zwangsaufgelöst worden[91]
- Ústřední svaz židovských akademiků (Zentralverband der jüdischen Akademiker) (1923–1939), seit 1937 inaktiv und am 30. Juni 1939 zwangsaufgelöst worden[92]

### Sonstige

#### Waidhofer Verband
Vereine Deutscher Studenten
- VDSt Saxonia (Freya) („Schwarze Sachsen“) im Waidhofener Verband (1887–1937) schwarz-weiß-grün, mit schwarzer Mütze
 Konstituiert am 22. November 1887 als „Leipaer Landtag“ - Verein nordböhmischer Studenten; Annahme der Farben zum 26. August 1897; Umbenennung in Verein der deutschen Hochschüler aus Nordböhmen in Prag zum 13. Dezember 1897; zum 28. Juli 1899 umbenannt in  „Freya“ - Verein der nordböhmischen Hochschüler in Prag; zum 13. Mai 1901 behördlich aufgelöst und dazu parallel bereits am 3. November 1899 mit den gleichen Farben neugegründet als  Academisch-technische Verbindung „Saxonia“; 1912 letztmals umbenannt und um 1937/38 aufgelöst.[93][94] → Nürnberg
- VDSt Asciburgia im Waidhofener Verband (1928 – 1939) schwarz-rot-gold[95] → Mainz
- VDSt Grube Przibram im Waidhofener Verband (1898–1939) schwarz-grün-silber, mit grüner Mütze und Wahlspruch „Deutsch und frei“[96]

1898 in Przibram in nicht näher bekannter Form und unter nicht bekanntem Namen gegründet; zum 28. Juni 1908 zur Verbindung deutscher montanistischer Hochschüler „Grube“ konstituiert; 1911 umkonstituiert zu „Verein deutscher montanistischer Hochschüler ,Grube' zu Przibram“; ab etwa 1919 mit zweiter Aktivitas auch in Prag ansässig gewesen; 1924 Verlegung des Aktivenbetriebs nach Prag; ab Ende 1937 inaktiviert und zum 26. September 1939 zwangsaufgelöst worden. Ein AHV bestand in der BRD noch mindestens bis in die 1970er Jahre.
- VDSt Nordmähren zu Prag und Wien im Waidhofener Verband (1927 – 1939) schwarz-rot-gold[98]

Landsmannschaften
- Landsmannschaft Ostschlesier-Sudetia zu Prag und Wien im Waidhofener Verband (1922 – 1936) blau-rot-gold
 Gegründet als Verein deutscher Studenten „Sudetia“, 1927 umbenannt, seit 1930 inaktiv und 1936 aufgelöst.[99]
- Landsmannschaft Deutscher Hochschüler Zips (Karpathendeutsche) im Waidhofener Verband (1923 – 1939) gold-rot-hellblau[100]

#### Verband der Vereine Deutscher Studenten
- Verein Deutscher Studenten zu Prag im Verband der Vereine Deutscher Studenten (1925) schwarz-weiß-rot-schwarz[101]

#### Deutsche Gildenschaft
- Körperschaft Ramphold Gorenz in der Deutschen Gildenschaft (1934–1939)[102], als Abspaltung der Freischar Lützow im Bund Böhmerländischer Freischaren gegründet.[103]
- Deutsche Hochschulgilde Greif in der Deutschen Gildenschaft (1904–1939) hellblau-schwarz-rot-gold (nur als Reversnadel)
Gegründet als Verein enthaltsamer deutscher Studenten, 1909 Umbenennung in Abstinnentenschaft Freiland, 1920 Umbenennung zu Deutsche Böhmerland Freischar „Greif“ in Prag. Umwandlung zur deutschen Hochschulgilde Greif zu einem späteren Zeitpunkt[104]

#### Dachverbandsfrei
- Deutsch-academisch-technische Verbindung „Gaudeamus“ in Prag (1891–1901) violett-rot-gold
Gegründet 1891 als Geselligkeitsverein deutscher Studenten „Gaudeamus“, 1899 Umbenennung und kurz darauf inaktivierung und 1901 freiwillige Auflösung.[105] Später vmtl. wiederbegründet als:
- Akademisch-technische Verbindung „Gaudeamus“ (1907–1939) violett-rot-gold auf blauem Grund, mit blauer Mütze
Gegründet als Deutsch akademisch-technischer Geselligkeitsverein „Gaudeamus“, 1909 umbenannt, seit 1925 inaktiv und 1939 aufgelöst.[106]
- Verein deutscher Hochschüler „Gilesia“ in Prag (1920–1939)[107]
- Akademisch-technische Verbindung „Markomannia“ (1891–1939) violett-weiß-gold, mit violetter Mütze
Gegründet als Akademisch-technischer Verein Tafelrunde deutscher Studenten, 1892 umbenannt, seit 1925 inaktiv, 1939 aufgelöst[108][109]
- Akademischer Verein deutscher Neuphilologen in Prag (1905–1913)[110]
- Akademischer Verein Noris bzw. Nuerembergia Prag (ca. 1890–1925)[111]
- Lese- und Redehalle der deutschen Studenten in Prag (1848–1939) schwarz-rot-gold[112][113]
- Bund deutsch-österreichischer Hochschüler „Ostarrichia“ (1895–1904) rot-gold-schwarz mit schwarz-goldener Perkussion und schwarzer Mütze
 Konstituiert am 12. Oktober 1895; zum 9. Februar 1904 freiwillig aufgelöst.[114]
- Prager akademischer Wagnerverein (1905–1909)[115]
- Prager konservative Verbindung „Rugia“ (1893–1935) weiß-schwarz-gold, mit grauer Mütze aus Samt
Gegründet als Deutsch-academisch technischer Neustädter Collegentag, 1911 umbenannt, ab 1925 inaktiv und 1935 aufgelöst worden. Zusätzlich zu Band und Mütze war eine Krawattennadel mit Zirkel fester Bestandteil des Couleurs.[116][117]
- Prager Verbindung „Nibelungia“ (1901–1939) schwarz-weiß-gold, mit schwefelgelber Mütze[118]
- Slowenische Akademische Gesellschaft „Ylirija“ (Slovinský akademický spolek „Ylirija“) (1902–1914)[119]
- Unitas Franko-Saxonia (1931–1935)[120]
- Verbindung deutscher Wasserbauer Aquaria, gegr. um 1910[A 7]
- Verein karpathendeutscher Hochschüler (1924 – 1939)
Gegründet als Verein deutscher Hochschüler aus der Slowakei, 1926 umbenannt.[121]

## Zitate
„Ein Studentenleben voll barocker Romantik war hier erblüht, wie es in diesem unseren Jahrhundert trotz Marburg und Tübingen, trotz Heidelberg und Jena wohl nirgends mehr zu finden war.“

„Wer je zu Prag Student gewesen ist,

der hat ein wundersames Glück erfahren,

ein Glück, das nur noch tiefer wird mit Jahren,

und das man bis zum Ende nicht vergisst.“